# Улица Анны Зеленовой
Улица А́нны Зелено́вой — улица в городе Павловске (Пушкинский район Санкт-Петербурга). Проходит от Звериницкой до Садовой улицы.
Первоначально это был Садо́вый переулок. Он шёл от Садовой улицы почти до Партизанского переулка. Название известно с 1902 года и происходит от наименования Садовой улицы.
В 1960-х годах Садовый переулок переименовали в улицу Ури́цкого — в честь революционера М. С. Урицкого. Тогда же улицу продлили до нынешних границ и изменили нумерацию, чтобы она шла в противоположном направлении.
6 ноября 1997 года улицу Урицкого переименовали в улицу Анны Зеленовой, в честь бывшего директора музея-заповедника «Павловск» А. И. Зеленовой.

## Перекрёстки
- Звериницкая улица
- Краснофлотский переулок
- Партизанский переулок
- Садовая улица